# Northlane

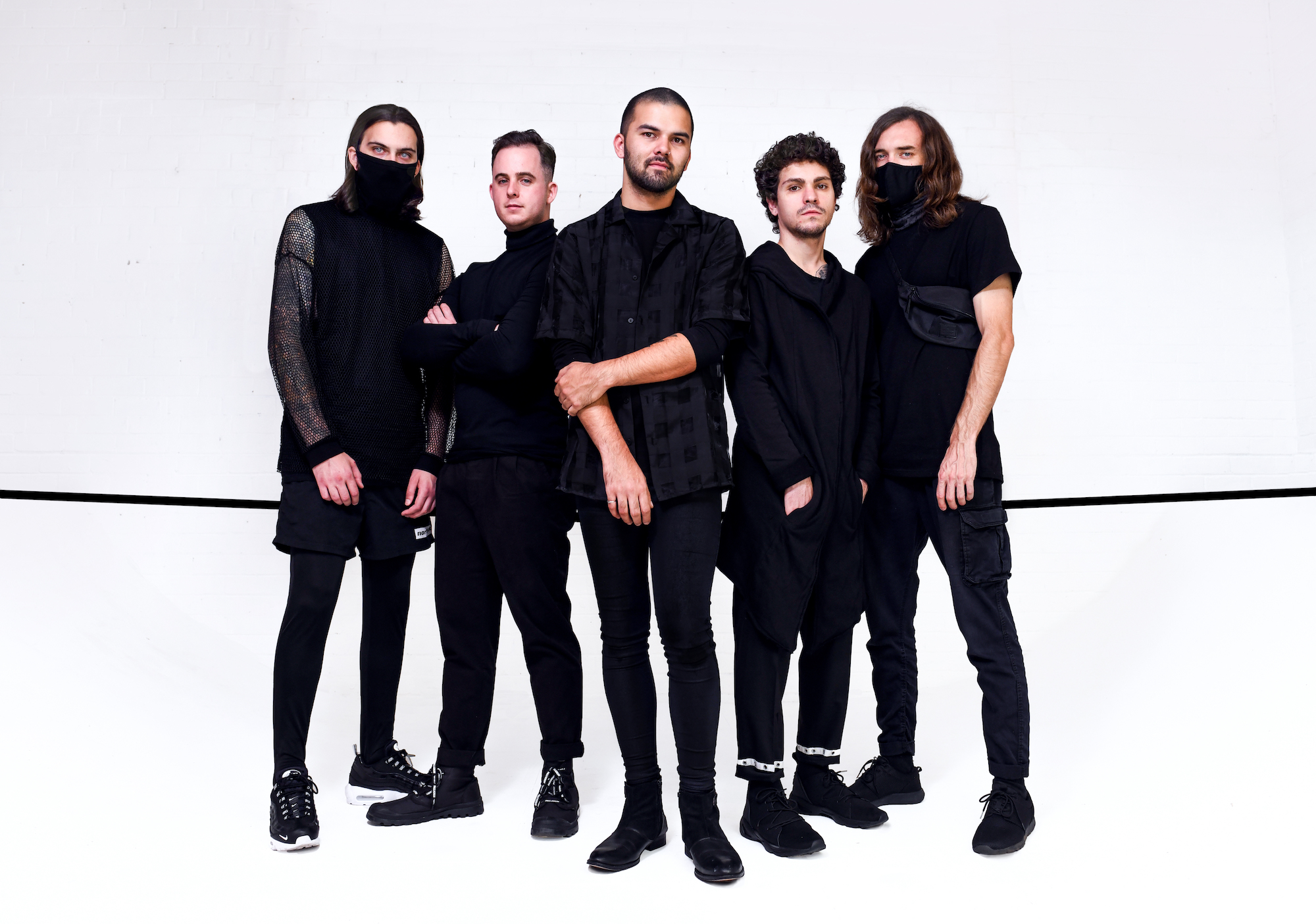
Zespół w 2019 roku

Northlane – australijski zespół pochodzący z Sydney grający muzykę z gatunku metalcore założony w 2009 roku. W 2015 roku grupa zdobyła nagrodę w kategorii Best Hard Rock or Heavy Metal Album w ramach konkursu ARIA Music Awarads 2015.

## Muzycy
Obecny skład zespołu
- Jonathon Deiley - gitara, synths
- Josh Smith - gitara
- Nic Pettersen - perkusja
- Marcus Bridge - wokal

Byli członkowie
- Brendan Derby - perkusja
- Mitchell Colier - perkusja
- Adrian Fitipaldes - wokal
- Alex Milovic – gitara basowa (2009, 2011–2018)
- Brendon Padjasek - gitara basowa

## Dyskografia
- Discoveries (2011)
- Singularity (2013)
- Node (2015)
- Mesmer (2017)
- Alien (2019)
- Obsidian (2022)

## Teledyski
- „Dispossession” (2012)
- „Transcending Dimensions” (2012)
- „Quantum Flux” (2013)
- „Dream Awake” (2013)
- „Masquerade” (2013)
- „Rot” (2014)
- „Obelisk” (2015)
- „Impulse” (2015)
- „Intuition” (2017)
- „Citizen” (2017)
- „Solar” (2017)
- "Bloodline" (2019)
- "Eclipse" (2019)
- "4D" (2019)
- „Echo Chamber” (2021)
- „Clockwork” (2021)
- „Carbonized” (2022)